# Martynas Andriuškevičius
 Martynas Andriuškevičius  (* 12. März 1986 in Kaunas) ist ein litauischer Basketballspieler.
Am 21. Dezember 2006 erlitt Andriuškevičius beim Spiel eine schwere Kopfverletzung. Storey wurde auf unbestimmte Zeit suspendiert. Einige Tage später kündigte er seinen Vertrag und wurde aus der Liga entlassen. Danach trainierte er für die Chicago Bulls, wechselte dann zu Joventut Badalona, wurde dort aber nach wenigen Tagen wieder entlassen.

## Vereine
- Žalgiris Kaunas (2004–2005)
- Cleveland Cavaliers (2005–2006)
- Chicago Bulls (2006–2007)
- Joventut Badalona (2007)

## Erfolge
- LKL Meister – 2005
- BBL Meister – 2005

## Litauische Basketballnationalmannschaft
In der Basketball-Weltmeisterschaft 2010 spielte er mit der litauischen Basketballnationalmannschaft und bekam die Bronzemedaille.